# 洪清田
洪清田（1949年12月16日—），香港時事評論員、香港教育大學管治與公民研究中心研究員、香港學的創立者。他曾是香港統計及商業研究社董事總經理。

## 生平
洪清田生於福建省晉江市，1962年入讀香港大同中學英文部中一年級，曾就讀荃灣聖芳濟中學，後來在1971年至1975年間於香港大學修讀社會科學學士，再於1983年至1985年間香港中文大學取得翻譯碩士學位，並在2001年取得武漢大學哲學（經濟思想）博士學位。評論多見於《信報財經新聞》和《明報》。其評論及於政治、歷史、文化、教育、社會經濟等各方面，有文集《香港學》十冊出版。

## 個人生活
洪清田已婚，與妻子丘氏育有2名子女。